# Elephant walk
Als Elephant walk (deutsch Elefantenspaziergang) wird die Aufstellung von zahlreichen Luftfahrzeugen bezeichnet, welche dann anschließend in rascher Folge abheben. Der Elephant walk dient der Demonstration der Stärke beziehungsweise der vollen Kriegskampffähigkeit neuer Einsatzmuster.

## Geschichte
1944 im Zweiten Weltkrieg hatte die United States Army Air Forces eine große Anzahl an Bombern zur Verfügung, die regelmäßig Angriffe mit mehr als tausend Flugzeugen führten. Dabei rollten die Flugzeuge in langen Schlangen hintereinander zum Abflug. Dieses Bild glich gemäß Berichterstattern dem Marsch schwerfälliger Elefanten. Seither blieb der Ausdruck haften und fand sich sogar in den Vorschriften der United States Air Force als Übung mit einer maximalen Anzahl an Flugzeugen wieder.
Einer der größten Elephant Walks seit dem Zweiten Weltkrieg fand in den achtziger Jahren statt, als 120 General Dynamics F-111 unter einer Stunde als Teil einer Übung der United States Air Forces in Europe – Air Forces Africa. Nach dem Zweiten Golfkrieg wurde das Ende der Kampfhandlungen mit einem Elephant Walk von 144 Fairchild-Republic A-10 gefeiert.

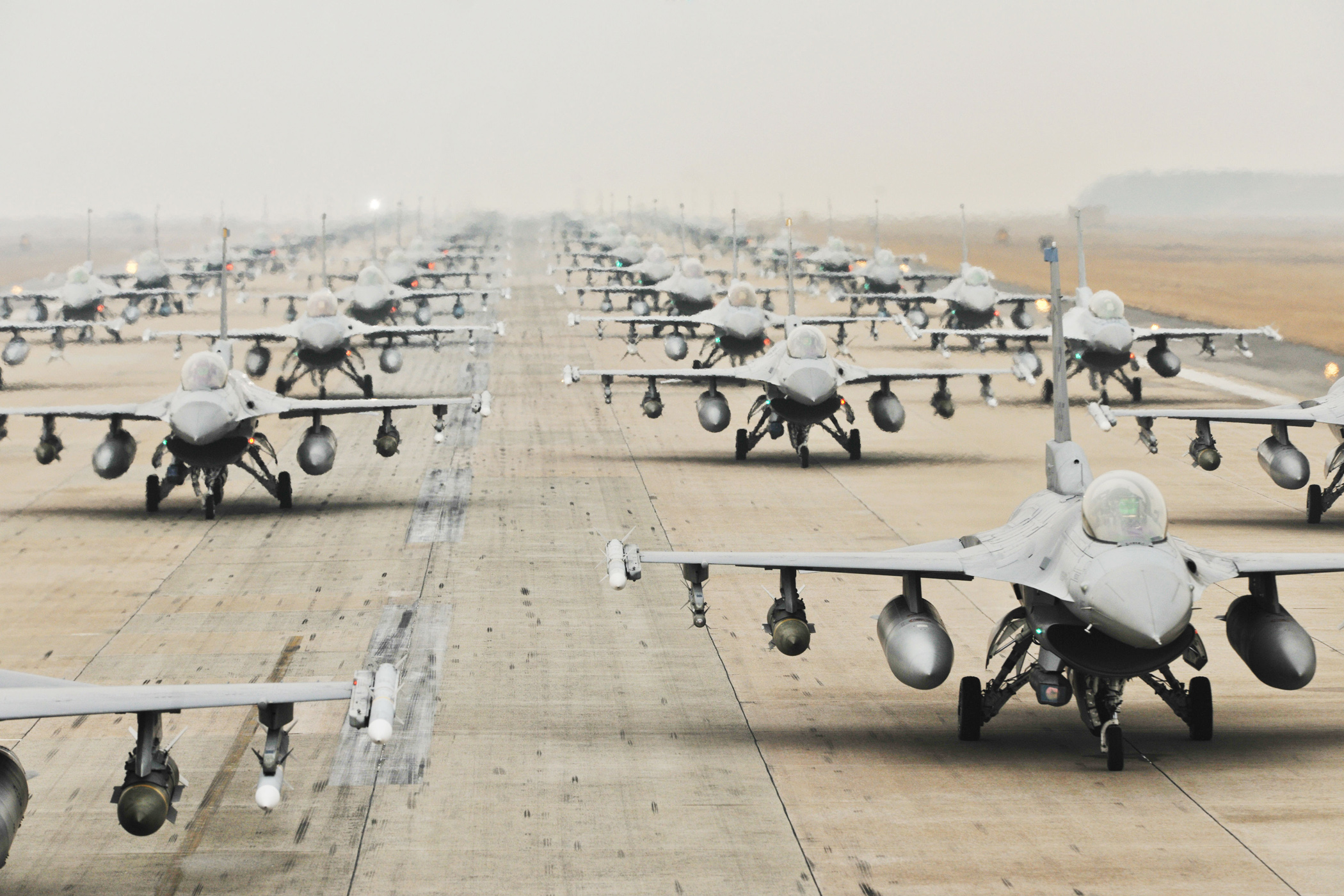
Zahlreiche General Dynamics F-16 demonstrieren 2012 einen Elephant walk auf der Kunsan Air Base
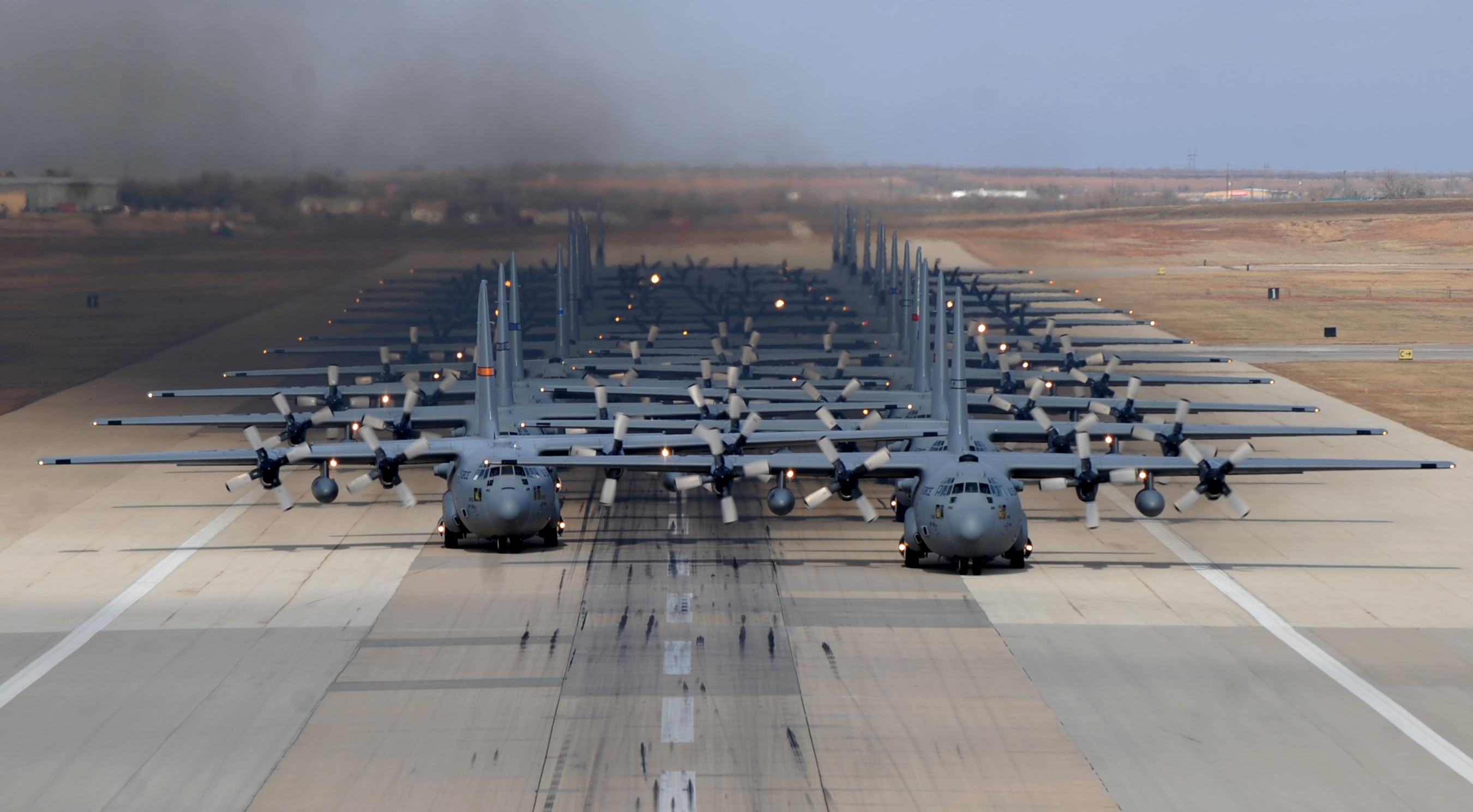
24 Lockheed C-130 2014 auf der Dyess Air Force Base
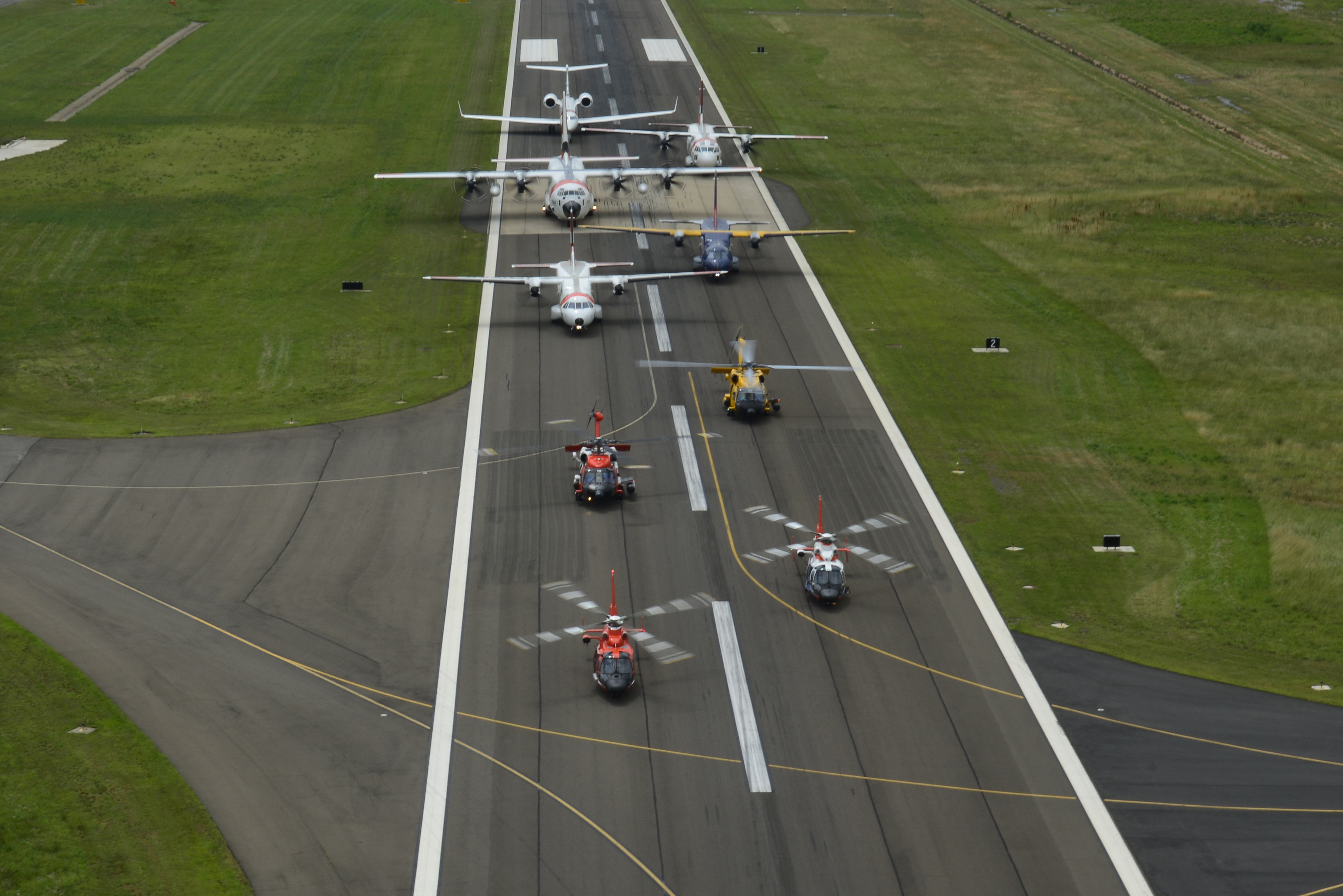
9 Luftfahrzeuge der US Coast Guard 2016 auf dem Manassas Regional Airport